# جون كونكلين
جون كونكلين (بالإنجليزية: John Conklin) هو مصمم أزياء تقليدية أمريكي، ولد في 22 يونيو 1937 في هارتفورد في الولايات المتحدة.

## وصلات خارجية
- جون كونكلين على موقع IMDb (الإنجليزية)
- جون كونكلين على موقع قاعدة بيانات برودواي على الإنترنت (الإنجليزية)